# الوعد (فلم 1995)
الوعد (بالألمانية: Das Versprechen) هو كوميديا درامية، وفيلم دراما أُصدر في 1994. الفيلم من إخراج مارغريث فون تروتا، أما السيناريو فكان من كتابة بيتر شنايدر، وFelice Laudadio ‏، ومارغريث فون تروتا.

## القصة
تقع أحداث الفيلم في برلين.

## طاقم التمثيل
- ميرت بيكر
- كارل كرانزكوفسكي  [لغات أخرى]‏
- Noëlla Dussart  [لغات أخرى]‏
- Jens-Uwe Bogadtke  [لغات أخرى]‏
- Horst Hiemer  [لغات أخرى]‏
- Hagen Oechel  [لغات أخرى]‏
- Waltraut Kramm  [لغات أخرى]‏
- ولفجانج وينكلر  [لغات أخرى]‏
- اصغ بوم
- Barbara Dittus [الإنجليزية]‏
- Christine Harbort  [لغات أخرى]‏
- Madeleine Lierck  [لغات أخرى]‏
- كريستينا غروس
- Uwe Karpa [الإنجليزية]‏
- كريستوف جاكوبي  [لغات أخرى]‏
- فيليكس موللر  [لغات أخرى]‏
- Udo Kroschwald  [لغات أخرى]‏
- اوتو ساندر
- بيير بيسون
- هانز كريمر  [لغات أخرى]‏
- ديتر مان
- ايفا ماتيس
- أوجوست زيرنر
- كورينا حرفوش
- Philippe Morier-Genoud [الإنجليزية]‏
- Simone von Zglinicki  [لغات أخرى]‏
- جان ايف غوتييه  [لغات أخرى]‏
- Klaus Piontek  [لغات أخرى]‏
- سفين ليمان  [لغات أخرى]‏
- روث لمعان  [لغات أخرى]‏
- مونيكا هانسن
- Ulrike Krumbiegel [الإنجليزية]‏
- تينا انجل
- Sebastian Reusse  [لغات أخرى]‏

## وصلات خارجية
- مقالات تستعمل روابط فنية بلا صلة مع ويكي بيانات